# Falling Deeper
Falling Deeper ist eine Kompilation der britischen Band Anathema. Sie erschien im Jahr 2011 bei Kscope.

## Entstehung und Veröffentlichung
Nach We’re Here Because We’re Here, dem ersten regulären Studioalbum seit sieben Jahren, tourten Anathema ausgiebig in Europa. Anschließend wollte die Band mit weiteren Neueinspielungen älterer Stücke an den Erfolg von Hindsight anknüpfen. Falling Deeper wurde von David L. Stewart arrangiert und mit dem London Session Orchestra sowie Anneke van Giersbergen als Gastsängerin eingespielt. Andrea Wright mischte die Kompilation ab, Jon Astley masterte sie. Neben der CD-Fassung erschien auch eine limitierte LP-Auflage.

## Titelliste
1. Crestfallen – 3:07 (Original auf The Crestfallen)
2. Sleep in Sanity – 3:54 (Original auf Serenades)
3. Kingdom – 4:28 (Original auf Pentecost III)
4. They Die – 2:11 (Original auf The Crestfallen)
5. Everwake – 3:09 (Original auf The Crestfallen)
6. J’ai fait une promesse – 4:24 (Original auf Serenades)
7. …Alone – 7:17 (Original auf The Silent Enigma)
8. We, the Gods – 3:03 (Original auf Pentecost III)
9. Sunset of Age – 7:41 (Original auf The Silent Enigma)

## Stil
Die Neueinspielungen auf Falling Deeper sind teils semi-akustische und teils orchestrale Versionen. Die Stücke, deren Originale von den ersten vier Veröffentlichungen der Band stammen, wurden stark umarrangiert. Neben dem kleinen Orchester und Piano wird das herkömmliche Rock-Instrumentarium dezent eingesetzt. Vincent Cavanagh, Lee Douglas und Anneke van Giersbergen singen nur wenige Passagen. Das Album ist meist sehr ruhig, melodisch und stimmungsvoll.

## Rezeption
„Im Gegensatz zu Anathemas erstem Selbstcover-Album ‘Hindsight’ ist es hier nicht ganz gelungen, die Songs in der gleichen oder gar besseren Qualität in ihren neuen Sound zu transportieren. Die Melodien und Harmonien sind ambitioniert, aber letztlich macht sich doch so etwas wie Belanglosigkeit breit. Es fehlt die Intensität, die der Band zuletzt zu viel Beachtung in der Musikszene verholfen hat.“

„Der “Hindsight”-Effekt, dass manche Songs quasi neu zum Leben erweckt werden, bleibt auf “Falling Deeper” leider aus. Dass man hier dennoch knappe 40 Minuten wunderschöne Musik erhält, steht natürlich außer Frage.“